# Elasmotherium sibiricum
El elasmoterio (Elasmotherium sibiricum, gr. ‘bestia de la llanura siberiana’) es una especie extinta de mamífero perisodáctilo de la familia Rhinocerotidae.
Fue un enorme rinoceronte del continente asiático y algunos especialistas afirman que pudo ser el origen de la leyenda del mítico unicornio, pues tenía un solo cuerno de dos metros de largo, puntiagudo y excepcionalmente grueso, producto de la fusión de los dos cuernos habituales en los rinocerontes. Debido a ello, también se le suele llamar unicornio gigante o unicornio siberiano.

## Hábitat y alimentación
El elasmoterio vivió durante el Pleistoceno en las estepas de Rusia y Asia Central, al sur de las áreas ocupadas por su contemporáneo el rinoceronte lanudo, donde se alimentaba de hierbas. Los dientes, similares a los de un caballo, le identifican inequívocamente como un pastador especializado.

## Extinción

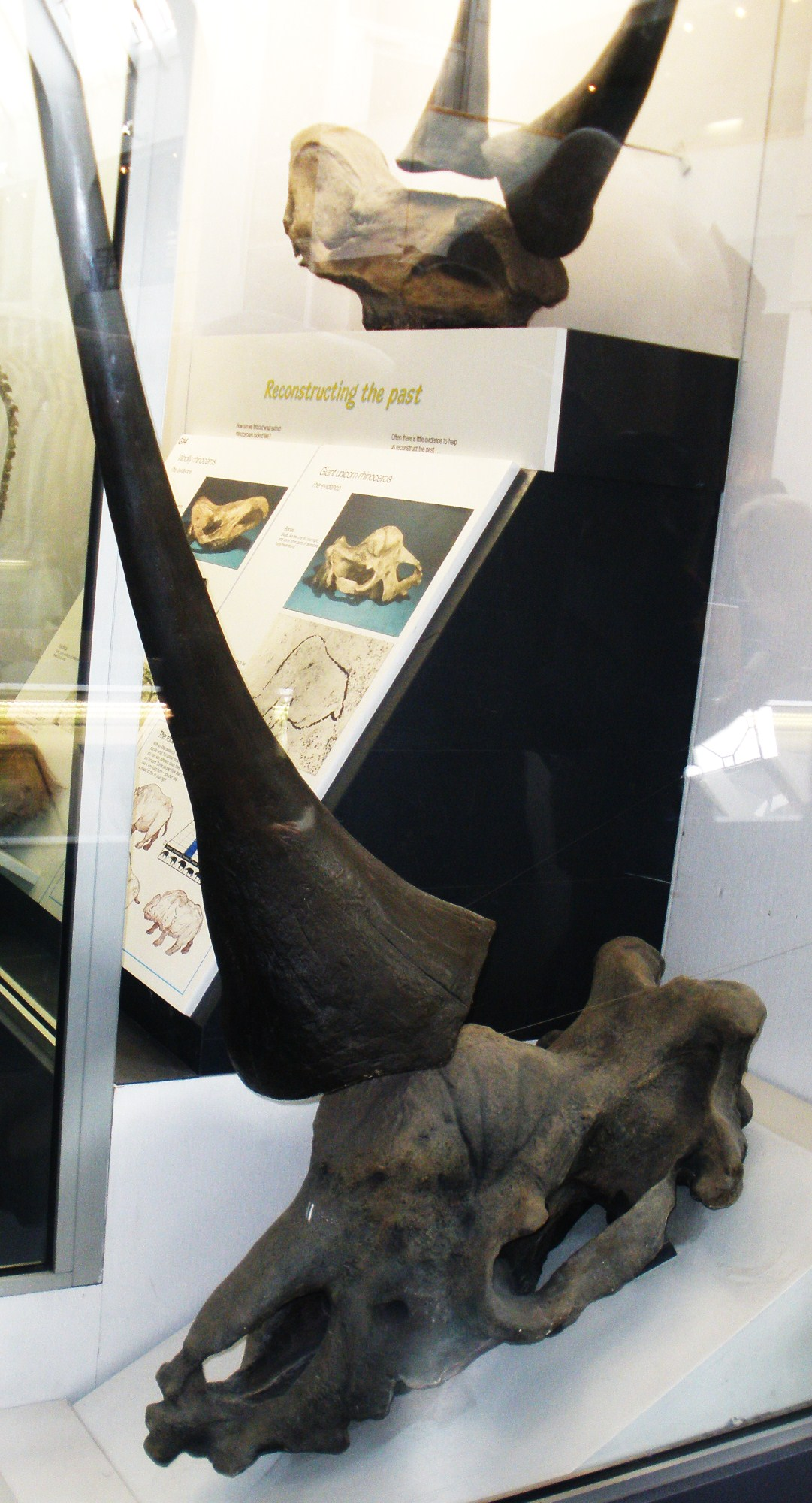
Vista lateral del cráneo y el cuerno.

Los elasmoterios desaparecen del registro fósil a finales del Pleistoceno, hace unos 10 000 años, junto con gran parte de la megafauna del hemisferio norte, por lo que se considera esa como la fecha más probable de su extinción. No obstante, hay quienes afirman que algunas poblaciones pudieron sobrevivir algunos milenios más, dando lugar a algunas bestias del folclore de las estepas de Eurasia.

## Mitología
Las posibles bestias mitológicas inspiradas en este animal que se han señalado, aparte del unicornio europeo, son un gigantesco toro negro con un único cuerno frontal de las leyendas de los Evenk de Rusia que aparece descrito en la enciclopedia sueca Nordisk familjebok; el karkadann del folclor persa y el zhi (en chino, 廌; pinyin, zhì) chino.[cita requerida]
El viajero musulmán Ahmad ibn Fadlan, que recorrió Oriente Medio y Asia Central en el siglo X, describe un animal del tamaño de un camello y forma intermedia entre una mula y un toro dotado de un cuerno frontal que supuestamente vivía en los semidesiertos al noroeste del actual Irán, relato que se ha sugerido como una posible descripción del elasmoterio en época histórica.